# Aleurotulus nephrolepidis
Aleurotulus nephrolepidis là một loài côn trùng cánh nửa trong họ Aleyrodidae, phân họ Aleyrodinae.
Aleurotulus nephrolepidis được Quaintance miêu tả khoa học đầu tiên năm 1900.